# Свічадо (видавництво)
«Свічадо» — видавництво при Монастирі Монахів Студитського Уставу у Львові. Спеціалізується на виданні та розповсюдженні книг богослужбової, катехитично-педагогічної, науково-популярної літератури на духовну тематику. Широкому колу читачів адресовані літературно-художні, мистецькі видання, книжки на теми подружжя, виховання дітей та психології.
«Свічадо» також видає журнали:
- для дітей — «Зернятко»[1]
- сімейний журнал — «Кана»[2]

## Історія
Наприкінці 80-х років українські студенти Люблінського католицького університету в Польщі розпочали видавничу діяльність для пропагування християнських цінностей. Перші брошури виходили підпільно. Їх темою були літургічні питання, постать Митрополита Андрея Шептицького, його листи, історія Української греко-католицької церкви. Загалом у першому етапі видано 15 книжок і брошур загальним накладом 80 000. Велику кількість перевезли різними способами в Україну, розповсюджувати допомагали монахи Студитського уставу. Незабаром, за умов лібералізації системи влади у Польщі, у 1987 році засноване видавництво «Свічадо».
З 1992 року зі зміною політичної ситуації в Україні видавництво переноситься до Львова, де з благословення Блаженнішого Мирослава Івана Кардинала Любачівського розпочинає свою діяльність як Видавничий відділ Монастиря Монахів Студитського Уставу.
Видавництво започаткувало серії «Ікона і літургія», «Джерела християнського Сходу». Широко висвітлюється проблема приготування до подружнього життя, психології сім'ї, виховання дітей.
У «Свічадо» виходить щоквартальний варіант міжнародного богословського часопису «Сопричастя», а ще з 2001 року — дитячий журнал «Зернятко». У 2005 році розпочато видання журналу для підлітків «Сто талантів». З 2012 року у видавництві видають християнський журнал для родини «Кана».
На початок 2012 року видано понад 1200 книжок загальним тиражем понад 6 млн примірників.

## Директор про видавництво «Свічадо»
|  | Якщо намагатися коротко передати суть видавництва «Свічадо», можуть виникнути серйозні труднощі. Важко його діяльність звести до суто католицької літератури, бо в асортименті видавництва також є православна і протестантська. Не можна сказати, що видавництво консервативне, бо деякі книжки надто відважні і вільнодумні. Сказати, що ліберальне, — на заваді цьому стають видання Отців Церкви і пошана до Традиції. Важко звузити тематику лишень до духовности, бо велике місце займають видання з психології, подружніх стосунків і виховання дітей. Однак не бракує трактатів, присвячених молитві і духовному росту. Є наукові видання і науково-популярні, та поряд з цим є книги і для дітей. Багатьма книжками читачі захоплюються, але є й такі, що викликають контроверсії, а часом навіть обурення. Найкраще слово, яке виявляє сутність «Свічада», це — «провокатор». Бо провокує до мислення, бо не дає готових відповідей, а часто ставить запитання перед читачами; бо видає авторів з різними поглядами, бо з пошаною ставиться до всіх Церков, бо вимагає від супругів боротися за свою любов, а від батьків — відповідально ставитися до виховання дітей; бо закликає до мудрого переосмислення Традиції, бо хоче дискутувати з сучасним світом і відповідати на виклики всіх тих, хто несе цьому світові загрозу. Бо, врешті-решт, дуже хоче наслідувати найбільшого Провокатора усіх часів — Ісуса Христа. - Трояновський Богдан Петрович, директор видавництва |

## Відзнаки
Багато видань мають нагороди, зокрема:
- грамоти Форуму видавців за «Старослов'янсько-український словник» (2001) та «Досвід людської особи» (2001), «Повна симфонія до Святого Письма» (2004).
- Книга «Пізнай свою дружину» стала Книжкою року — 1999 в номінації «Калейдоскоп» (Центр рейтингових досліджень «Еліт-Профі»).
- «Українська народна писанка» за високу професійну майстерність в номінації «Мистецтвознавство, фольклор» в травні 2005 року здобула нагороду на VI Всеукраїнській виставці-форумі «Українська книга на Одещині».
- Книга "Діялог лікує рани. Блаженніший Святослав у розмові з Кшиштофом Томасиком" отримала спеціальну відзнаку президента ГО «Форуму видавців» Олександри Коваль (2018).

## Періодика
«Зернятко» — релігійно-пізнавальний журнал для дітей віком 6-12 років. На сторінках видання юні читачі знайдуть біблійні історії, розповіді про життя святих, про християнську віру та Церкву. Разом із «Зернятком» хлопчики й дівчатка вирушатимуть у захопливі мандрівки Божим світом, розгадуватимуть завдання для кмітливих і допитливих, шукатимуть відповіді на запитання різноманітних конкурсів і вікторин.
У кожному номері журналу — додаток-саморобка.
Теми оповідань, казок, статей взяті із життя дітей, написані для читачів вибраної вікової категорії й достосовані до рівня їхнього сприйняття.
Повноколірне видання обсягом 22 стор., ціна 19,90 грн.
Виходить щомісяця, крім липня і серпня.
Передплатний індекс у каталозі Укрпошти 74609.
«Сто талантів» — журнал для підлітків від 11 років.
Мета видання — допомогти молодій людині у непростій дорозі до зрілості. «Сто талантів» пропонує читачам подивитися на проблеми, що їх хвилюють з погляду християнських цінностей і моралі. Допомагає формувати себе як цілісну особистість, яка може протистояти деструктивним впливам. Багато сторінок в журналі присвячено пізнавально-розважальним темам, що робить його ще більш його цікавим для підлітків.
Повноколірне видання обсягом 36 сторінки.
Виходив щомісяця, крім липня і серпня з 2005 до 2017 року.
«Кана» — християнський журнал для родини. Випуск журналу розпочато в жовтні 2012 року. У кожному номері журналу:
- зустріч із цікавою українською сім'єю;
- інтерв'ю з відомими і цікавими людьми;
- статті-поради від священників та психологів;
- репортажі про життя Церкви;
- сторінки присвячені культурі: про музику, іконопис, книжки, фільми, сімейне дозвілля;
- поради про здоров'я та домашній затишок;
- цікавий кросворд з книжковим подарунком для переможців.

Повноколірне видання обсягом 58 сторінок. Виходило з 2012 до 2019 року щомісяця (крім серпня).

## Представництво в Києві

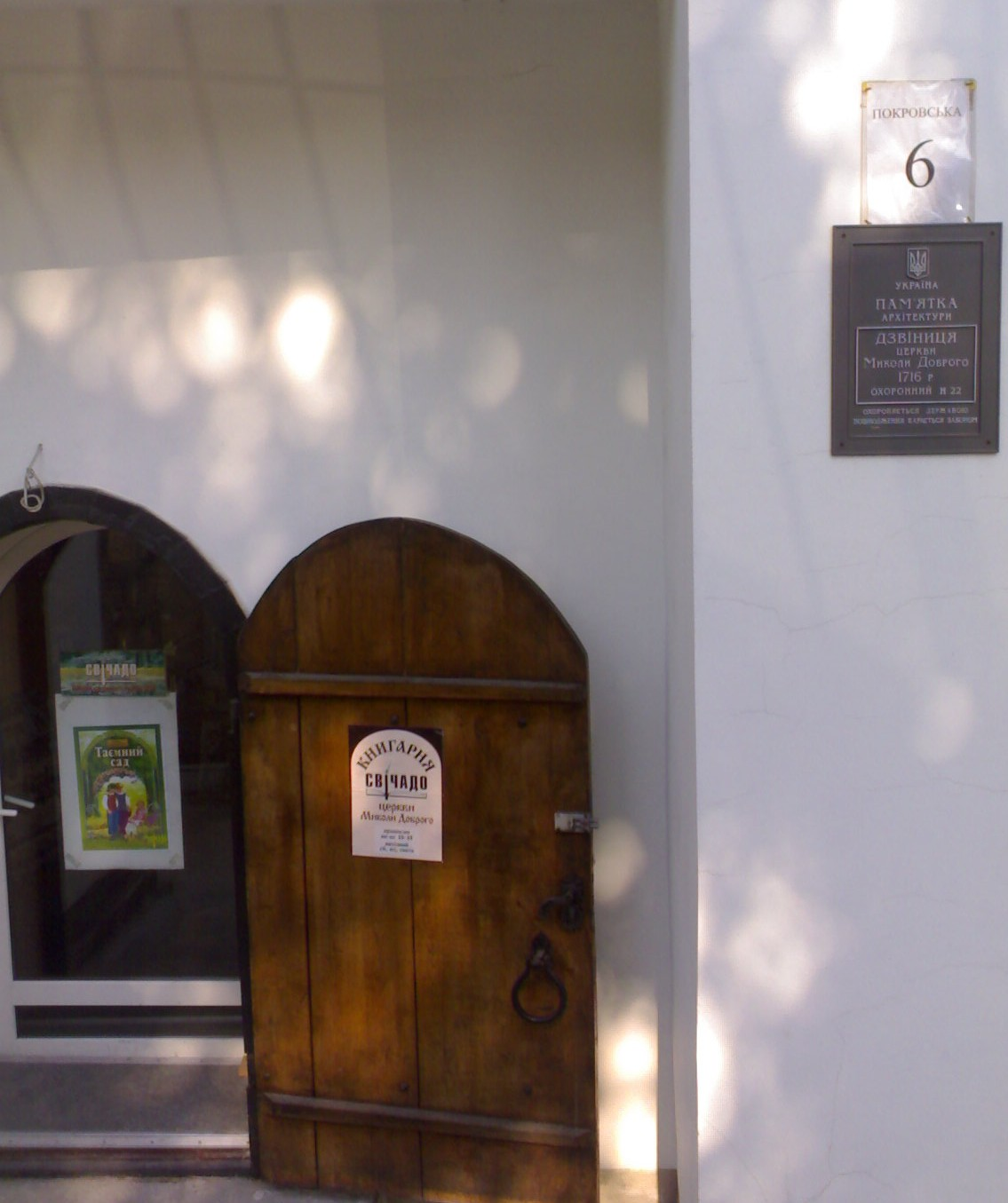
Вхід до представництва Видавництва Свічадо в Києві, вул. Покровська, 6

Знаходиться в цокольному поверсі дзвіниці Церкви Миколи Доброго за адресою: м. Київ, вул. Покровська, 6, храм Миколи Доброго.